# لوك رادفورد
لوك رادفورد (3 يونيو 1988 في المملكة المتحدة - )  (بالإنجليزية: Luke Radford)‏ هو لاعب كريكت بريطاني.